# Жак Лансело
Жак Лансело (Jacques Lancelot) (24. априла 1920. - 7. фебруара 2009) је био чувени француски кларинетиста класичне музике. Сматра се експонентом традиционалне француске кларинетске школе са јасним и транспарентним звуком.

## Биографија
Жак Лансело је рођен 24. априла 1920. у Руану, на североистоку Француске.
Студирао је музику на Conservatoire National de Musique de Paris, у класи Auguste Perier где је добио прву награду 1939. Даље студије музике наставља у камерној класи Fernand Oubradous.
Каријеру почиње као соло-кларинетиста и члан неколико оркестара као што су Orkestar Radio-Pariza и Marius-Francois Gaillard оркестар. Након тога, каријеру помера ка камерној музици тако што је постао члан Француског Дувачки квинтета са Ј. П. Рампалом и П. Пиерлотом.
Био је важна личност за компанију Buffet Crampon, јер је 46 година (1953—1999) био њен тест-свирач.
Умро је у 88-ој години живота, 7. фебруара 2009.

## Педагошка делатност
Као велики извођач, ентузијаста и педагог, Жак Лансело је предавао на конзерваторијуму у Руану, од 1947. Постављен је за професора на Конзерваторијуму Националног Superieur de Musikue de Lion од његовог оснивања. Од од 1960. до 1975, био је професор на Académie Internationale de Nice.
Лансело је обучавао најрепрезентативније кларинетисте Јапана, где је његов мастер клас био изузетно цењен. У Јапану га сматрају кореном јапанске кларинетске музике и образовања, јер је формирао велики број кларинетиста.
Био је члан бројних жирија у Паризу на конзерваторијуму и на многим међународним такмичењима.

## Значај
- Активност Жак Ланселоа је у великој мери допринела музици, посебно кларинету, јер је унапредио кларинетску музику својом великом архивом снимака и методама учења свирања кларинета, оставивши нам богато наслеђе. „Ланселоова школа“ је у свету препознатљива по својој оригиналности и јединственој естетици.
- Он је значајна личност за свет кларинета, прави великан међу кларинетистима у модерној историји кларинетске музике.
- Премијерно је извео многа дела: Jean Riviera, Roger Calmela, Bernard Beugnota и других.
- За премијерно извођење Концерта за кларинет композитора Jean Françaixa, Жак Лансело је добио Grand Prix du Disque 1971. године.
- Именован је за почасног члана International Clarinet Association.
- Чувено међународно кларинетско такмичење носи његово име: "Jacques Lancelot International Clarinet Competition".